# Olenecamptus rufus
Olenecamptus rufus es una especie de escarabajo longicornio del género Olenecamptus, categorizada en la tribu Dorcaschematini, de la subfamilia Lamiinae. Fue descrita por Breuning en 1947.

## Descripción
Mide 15 mm de longitud.

## Distribución
Se distribuye por India.